# Marathon van Praag 2005
De marathon van Praag 2005 werd gelopen op zondag 22 mei 2005. Het was de elfde editie van de marathon van Praag. De Keniaan Stephen Cheptot kwam bij de mannen als eerste over de streep in 2:10.42. Diens landgenote Salina Kosgei zegevierde bij de vrouwen in 2:28.42.
Deze editie was eveneens het toneel van de Tsjechische kampioenschappen. Deze titels werden gewonnen door respectievelijk Jan Blaha (zesde in 2:17.59) en Ivana Martincova (zevende in 2:58.00).
In totaal finishten 3413 marathonlopers, waarvan 472 vrouwen.

## Uitslagen

### Mannen
| rang   | naam                       | land | tijd    |
| ------ | -------------------------- | ---- | ------- |
| Goud   | Stephen Cheptot            | KEN  | 2:10.42 |
| Zilver | Laban Kipngetich           | KEN  | 2:11.48 |
| Brons  | Robert Cheruiyot           | KEN  | 2:12.14 |
| 4      | Noah Bor                   | KEN  | 2:13.58 |
| 5      | Adugna Tola                | ETH  | 2:15.45 |
| 6      | Jan Blaha                  | CZE  | 2:17.59 |
| 7      | Tefera Dawitt              | ETH  | 2:19.02 |
| 8      | Rik Ceulemans              | BEL  | 2:20.40 |
| 9      | Joël Rono                  | KEN  | 2:21.09 |
| 10     | Nick Wetheridge            | GBR  | 2:25.02 |
| 11     | Jiri Zak                   | CZE  | 2:28.07 |
| 12     | Margus Pirksaar            | EST  | 2:28.14 |
| 13     | Jire Wallenfels            | CZE  | 2:30.50 |
| 14     | Godwin Koroira             | KEN  | 2:31.19 |
| 15     | Wilson Kiprotich Cheruiyot | KEN  | 2:31.19 |

### Vrouwen
| rang   | naam                 | land | tijd    |
| ------ | -------------------- | ---- | ------- |
| Goud   | Salina Kosgei        | KEN  | 2:28.42 |
| Zilver | Larisa Zyusko        | RUS  | 2:30.14 |
| Brons  | Helen Cherono        | KEN  | 2:31.28 |
| 4      | Svetlana Ponomarenko | RUS  | 2:36.57 |
| 5      | Michaela Mccallum    | ENG  | 2:43.25 |
| 6      | Dimakatso Menong     | RSA  | 2:53.56 |
| 7      | Ivana Martincova     | CZE  | 2:58.00 |
| 8      | Radka Churanova      | CZE  | 3:04.00 |
| 10     | Veronika Brychcinova | CZE  | 3:08.26 |

1995 ·
1996 ·
1997 ·
1998 ·
1999 ·
2000 ·
2001 ·
2002 ·
2003 ·
2004 ·
2005 ·
2006 ·
2007 ·
2008 ·
2009 ·
2010 ·
2011 ·
2012 ·
2013 ·
2014 ·
2015 ·
2016 ·
2017